# Otto Renner
Otto Renner ForMemRS  (25 avril 1883 à Neu-Ulm - 8 juillet 1960) est un phytogénéticien allemand. À la suite des travaux d'Erwin Baur, Renner établit la théorie de l'hérédité des plastes maternels en tant que théorie génétique largement acceptée.

## Biographie
Il étudie la botanique avec Karl von Goebel et Ludwig Radlkofer à l'Université de Munich, et avec Wilhelm Pfeffer à l'Université de Leipzig. De 1913 à 1920, il est professeur agrégé de physiologie végétale à Munich, puis succède à Christian Ernst Stahl à la chaire de botanique de l'Université d'Iéna, où il est également directeur des jardins botaniques. En 1946, il retourne comme professeur à l'Université de Munic .
Renner travaille avec des plantes du genre Oenothera (onagres). Ses recherches sur les formes hybrides d'Oenothera contribuent de manière significative à la compréhension des mutations.
De 1932 à 1943, il est rédacteur en chef de la revue botanique Flora. Le genre végétal Rennera (famille des Astéracées) est nommé en son honneur par Hermann Merxmüller.

## Publications
- Beiträge zur Anatomie und Systematik der Artocarpeen und Conocephaleen insbesondere der Gattung Ficus, 1906 (thèse de doctorat).
- Untersuchungen über die faktorielle Konstitution einiger komplexheterozygotischer Önotheren, 1925.
- Artbastarde bei Pflanzen, 1929.
- Führer durch die Gewächshäuser des Botanischen Gartens München-Nymphenburg, 1951.
- William Bateson et Carl Correns, 1961 – William Bateson et Carl Correns[5].